# Фалькенберг (Верхний Пфальц)
Фалькенберг (нем. Falkenberg) — ярмарочная община в Германии, в земле Бавария.
Подчиняется административному округу Верхний Пфальц. Входит в состав района Тиршенройт. Подчиняется управлению Визау. Население составляет 952 человека (на 31 декабря 2010 года). Занимает площадь 39,41 км².
Община подразделяется на 10 сельских округов.

## Население
По оценке на 31 декабря 2015 года население общины Фалькенберг составляет 940 чел. 

| Дата      | 1840 | 1871 | 1900 | 1925 | 1939 | 1950 | 1961 | 1970 | 1987 | 2011 |
| --------- | ---- | ---- | ---- | ---- | ---- | ---- | ---- | ---- | ---- | ---- |
| Население | 1180 | 1136 | 1080 | 1078 | 1006 | 1365 | 1019 | 1017 | 946  | 974  |

| Год       | 1960 | 1970 | 1980 | 1990 | 2000 | 2009 | 2010 | 2011 | 2012 | 2013 | 2014 | 2015 |
| --------- | ---- | ---- | ---- | ---- | ---- | ---- | ---- | ---- | ---- | ---- | ---- | ---- |
| Население | 986  | 985  | 950  | 962  | 989  | 946  | 952  | 967  | 961  | 952  | 959  | 940  |

## Достопримечательности
- Крепость Фалькенберг